# Abby Johnson
Abby Johnson (ur. 11 lipca 1980) – amerykańska aktywistka pro life. Wcześniej była jednym z najmłodszych dyrektorów kliniki aborcyjnej należącej do Planned Parenthood. W 2009 roku zrezygnowała z tej funkcji, stając się antyaborcyjną aktywistką. Na podstawie jej wspomnień opublikowanych pod tytułem Nieplanowane (Unplanned) powstał w 2019 roku film o tym samym tytule.

## Biografia
Urodziła się w 1980 roku w rodzinie amerykańskich baptystów. Uzyskała licencjat z psychologii na University of Texas oraz tytuł magistra psychologii na Houston State University. Już jako studentka rozpoczęła pracę jako wolontariuszka w Planned Parenthood, w której z biegiem lat awansowała na stanowisko szefa kliniki Bryan. W tym okresie była zwolenniczką prawa kobiet do dokonania aborcji. Sama dokonała dwóch aborcji przed ślubem. W obie ciąże zaszła ze swoim mężem Markiem, którego poznała w czasie studiów. Pierwszy raz przerwała ciążę przed zawarciem związku małżeńskiego, natomiast kolejny niedługo po nim. Jej pierwsze małżeństwo szybko zakończyło się rozwodem. 
Wszystko zmieniło się, kiedy podczas asystowania przy aborcji zobaczyła na USG nienarodzone dziecko uciekające przed narzędziami lekarza. Dopiero od tego momentu zaczęła patrzeć na zabieg aborcji jako na zabójstwo dziecka.
Porzuciła pracę w Planned Parenthood i stała się aktywną działaczką pro-life. Założyła następnie organizację, która pomaga byłym pracownikom branży aborcyjnej, którzy jak ona przeżyli nawrócenie i walczą o rozpoczęcie nowego życia. Jej działalność za sprawą mediów zyskała międzynarodowy rozgłos.  
Planned Parenthood wysunęła pod jej adresem oskarżenia o naruszenie tajemnicy zawodowej i podjęła kroki prawne przeciwko niej. Nagonkę przeciwko niej rozpoczęły też lewicowe media. Abby została jednak uniewinniona ze wszystkich zarzutów.
Obecnie Abby Johnson pracuje dla organizacji Life Action Live Action (od lutego 2011 roku). Bloguje na stronie LifeNews.com (od czerwca 2011 roku). Od 2012 roku pracuje w niepełnym wymiarze godzin w Americans United for Life.

## Życie prywatne
Jej drugim mężem jest Doug Johnson od 2005 roku. Mają ośmioro dzieci. W 2012 roku wraz z mężem Dougiem przeszła na katolicyzm. Na podstawie jej wspomnień powstał głośny film Nieplanowane (Unplanned).    

## Kontrowersje
Laura Kaminczak, która twierdzi, że była najlepszą przyjaciółką Abby Johnson, opowiedziała dziennikarzom Texas Observer w 2010 roku, że aktywistka odeszła z kliniki z innych powodów niż podaje. Według jej opowieści Kaminczak, która w tamtym czasie została dyrektorem innej kliniki Planned Parenthood, wymieniała z Abby maile, w których kobiety komentowały swoich współpracowników. Planned Parenthood dowiedziało się o sprawie. Laura została zwolniona ze stanowiska, natomiast Johnson musiała tłumaczyć się z używania służbowego maila do prywatnych spraw przed dyrektorem regionalnym organizacji i czuła się niesprawiedliwie potraktowana. Laura twierdzi również, że w tamtym czasie Abby miała się również mierzyć z wizją bankructwa. Kaminczak opowiada, że przyjaciółka powiedziała jej, iż za publiczne wystąpienia w negatywnym tonie o Planned Parenthood ofiarowano jej finansowe wsparcie i rozważa przyjęcie tej propozycji. Johnson zaprzeczyła tej opowieści, dodając, że nie dostaje żadnych pieniędzy od organizacji Coalition for Life, utrzymując się z dobrowolnych datków z wystąpień w Nowym Jorku i Brenham.